# Luigi Amici
Luigi Amici, född 1817 i Jesi, död 1897 i Rom, var en italiensk skulptör. Han utförde bland annat ett monument till Gregorius XVIs grav i Peterskyrkan.